# Відторгнення (фільм)
«Відторгнення» (рос. Отторжение, англ. Rejection) — копродуційний художній фільм режисера Володимира Лєрта 2009 року, екранізація повісті Андрія Саломатова «Ґ». Фільм є копродукцією України та Росії.

## Сюжет
Головний герой фільму Андрій Лупцов прокидається в себе вдома і бачить, що з його містом щось не так: вулиці безлюдні, над містом нависло небо зеленого кольору, на дорогах стоїть покинутий транспорт, лежать покинуті сумки… Лупцов хоче з'ясувати, що сталося з містом. На своєму шляху він зустрічає дівчину на ім'я Белла і між ними починається історія кохання…

## Акторський склад
- Сергій Бабкін — Андрій Лупцов
- Богдан Ступка — Іван Павлович
- Агнія Дітковскіте — Белла
- Олександр Баширов — Люцифер

## Зйомки
Фільм створювався київською кінокомпанією продюсера Андрія Савенка Kinofabrika production (MMG Films).
Зйомки почалися на початку жовтня 2008 і велися в Києві під робочою назвою «Під зеленим небом». До зйомок були залучені: український актор і музикант Сергій Бабкін, заслужений артист України Богдан Ступка, актриса Агнія Дітковскіте та російський актор Олександр Баширов. Саундтрек до фільму написав композитор Юрій Гром. Рекламною музичною композицією стала пісня гурту «Бумбокс» «Наодинці», на яку було знято кліп.

## Реліз
У травні 2009 на Каннського кіноринку у рамках презентації фільму «Відторгнення» глядачам вперше було представлено трейлер фільму. Згодом у травні 2011 року фільм знову було представлено на Каннському кіноринку, цього разу увесь фільм а не лише трейлер. Кінофестивальний показ вперше відбувся 27 жовтня 2009 року на київському кінофестивалі «Молодість». У квітні 2011 року фільм взяв участь та виграв у категорії «7th Orbit» на Брюссельському міжнародному кінофестивалі фантастичних фільмів. У квітні 2011 року фільм взяв участь у кінофестивалі «Ранок» у кропивницькому кінотеатрі «Зоряний».
Вихід фільму в широкий український кінопрокат неодноразово відкладався. Початково планувалося, що датою виходу фільму в український кінопрокат буде травень 2009 року, але тоді прем'єру скасували. Пізніше дата виходу в Україні була призначена на 17 червня 2010 року, однак і її скасували. Врешті-решт, стрічка так і не мала кінопрокату в Україні.
2011 року фільм став доступний на VOD платформі Amazon video з оригінальною російською доріжкою та англійськими субтитрами.

## Відмінності між повістю і фільмом
- В повісті головного героя звати Ігор. У фільмі — Андрій.
- В повісті відсутній персонаж Белла і, відповідно, вся історія кохання.

## Відгуки критиків
Фільм отримав переважно негативні відгуки від українських кінокритиків. У 2009 році, під час опитування серед українських кіножурналістів, «Бюро української кіножурналістики» визначило стрічку «Відторгнення» як одну з найгірших в 2008—2009 роках.